# Angrebet mod norske soldater i Meymaneh
Angrebet mod norske soldater i Meymaneh var et angreb på norske ISAF-soldater i den afghanske by Meymaneh 8. februar 2006.
Efter at Muhammed-tegningerne blev publiceret, bl.a i en norsk avis, resulterede det i at en gruppe afghanere ville vise deres afsky mod tegningerne. De gik til angreb på en militærlejr som tilhørte den internationale sikkerhedsstyrke i Afghanistan (ISAF). Der var 45 i lejren; 25 nordmænd, 10 finner, 6 svenskere, 3 letter, og 1 islænding, sammen med en gruppe af afghanske tolke. Ifølge lokale blev fire afghanere dræbt under episoden, da soldaterne forsvarede sig mod folkemængden.

## Links
- Aftenposten: De norske skuddene i Afghanistan